# Loeskypnum
Loeskypnum là một chi rêu trong họ Amblystegiaceae.